# Járkov
Járkov, también llamada Járkiv, es la segunda mayor ciudad de Ucrania, con una población estimada (2021)  de 1 433 886 habitantes y aproximadamente 2 032 400 en su área metropolitana. Es el centro administrativo del óblast de Járkov y del raión de Járkov.
Járkov se fundó por un decreto del zar Alejo I en 1654 en el sitio de un antiguo asentamiento huno de Jarka, que data del siglo V. De 1660 a 1665 fue el centro administrativo de los regimientos cosacos del Territorio de Ucrania Libre. A comienzos del siglo XX, durante la guerra de independencia de Ucrania, la ciudad fue parte de la República Popular Ucraniana, que más tarde se perdió frente a las fuerzas soviéticas que fundaron la efímera República Popular Ucraniana de los Sóviets (después República Socialista Soviética de Donetsk-Krivói Rog), de la que Járkov fue capital. Tras recuperarla las fuerzas blancas en 1919, no se recuperó el control efectivo de la ciudad hasta la derrota de estas fuerzas y de los independentistas ucranianos por parte de los bolcheviques y se asignó a la RSS de Ucrania en 1921. Tras la derrota de Ucrania y la toma de su territorio por la URSS, Járkov permaneció como capital de la república soviética desde julio de 1923 hasta enero de 1934 y después se trasladó a Kiev.
Járkov es uno de los principales centros industriales, culturales y educativos de Ucrania. Su industria se especializa principalmente en la producción de armas y maquinaria. Hay cientos de compañías industriales en la ciudad; entre ellas están gigantes mundiales como la Oficina de Diseño Morózov y la Fábrica Mályshev (líderes en la producción de tanques desde la década de los años 1930), Jartrón (industria aeroespacial y electrónica nuclear) y Turboátom (productor de turbinas para plantas eléctricas nucleares).
El metro de Járkov tiene 38,1 km de líneas y treinta estaciones. Un lugar muy destacado en Járkov es la plaza de la Libertad, actualmente la tercera plaza mayor más grande en Europa y la séptima más grande del mundo.
La ciudad ha sido condecorada con la Orden de Lenin (1970), la Orden de la Revolución de Octubre (1983) y un conjunto de premios del Consejo Europeo entre el 2003 y el 2013. El 6 de marzo del 2022, obtuvo el título de Ciudad Heroica de Ucrania por su defensa frente a la invasión rusa en la batalla por la ciudad.

## Nombre
La ciudad adquiere su nombre del río en cuyas orillas yace, el río Járkov.
Según el Tesauro ISOC de Topónimos del Consejo Superior de Investigaciones Científicas, el nombre de la ciudad en español es Járkov.  El DPD aclara que se requiere la tilde en Járkov y desaconseja el uso de la grafía inglesa Kharkov.
El Ministerio de Relaciones Exteriores de Ucrania ha solicitado (en un comunicado en inglés) que la transliteración al alfabeto latino del nombre de la ciudad sea Kharkiv en lugar del tradicional topónimo Kharkov, derivado del ruso. Estas dos formas, junto con la forma Járkiv, aparecen ocasionalmente para referirse al nombre de la ciudad en medios escritos en español.

## Simbología
El escudo de Járkov tiene origen en el de la gobernación de Járkov. Lo diseñó en 1775 el príncipe Mijaíl Scherbátov y fue aprobado por Catalina la Grande el 21 de septiembre de 1781 como el nuevo escudo de armas de la gobernación de Járkov.

En el fondo verde del escudo se representa un cuerno de abundancia cruzado y un caduceo dorado con alas plateadas (símbolo del dios del comercio Mercurio) envuelto en serpientes plateadas. La bandera de la ciudad es un rectángulo de color verde claro con el escudo de la ciudad en el centro.

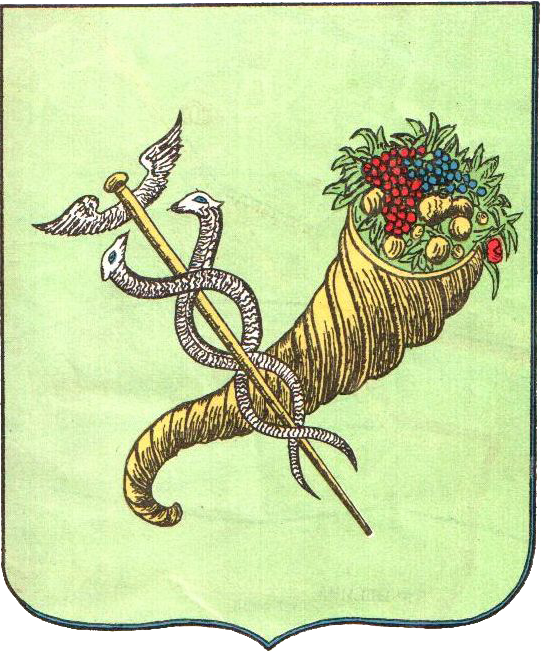
Escudo de la gobernación de Járkov, 1781
Escudo de la gobernación de Járkov, 1887
Escudo de Járkov, actualidad
Bandera de Járkov

## Historia
| Pertenencias históricas |
| Fundación: 1654 - Zarato moscovita: 1654-1721 - Imperio ruso: 1721-1917 - Ucrania: 1917-1919 - Ejército Rojo: 1919 - FADSR: 1919 - Ejército Rojo: 1920-1921 - Unión soviética: 1921-1941 - RSS de Ucrania - Comisariado Imperial de Ucrania: 1941-1943 - Unión soviética: 1943-1991 - RSS de Ucrania - Ucrania: desde 1991 |

### Historia temprana
Tras descubrimientos arqueológicos en el área de la ciudad, se cree que Járkov está habitado desde 2000 a. C. Los restos culturales encontrados datan de la Edad de Bronce, así como también aquellos de los últimos pobladores escitas y sármatas. También existe evidencia de que la cultura de Cherniajov prosperó en la zona desde el siglo II hasta el siglo VI.
Fundada a mediados del siglo XVII, la ciudad tiene universidad desde 1805.  En 1902, el entonces gobernador de Járkov, Iván Obolensky, fue víctima de un atentado en el Jardín de Tívoli de Járkov perpetrado por la Organización de Combate Social-Revolucionaria.

### Revolución ucraniana
Durante la época de la revolución ucraniana, la situación geográfica de Járkov impidió que la República Popular Ucraniana primero y que el Directorio de Ucrania después llegasen a ejercer una soberanía mantenida en la ciudad, siendo esta mantenida prácticamente en todo momento por el Ejército Rojo bolchevique para luego pasar al movimiento Blanco tras la operación Járkov.

### Ucrania comunista
Durante los primeros años de la Unión Soviética, Járkov fue la capital de la República Socialista Soviética de Ucrania (entre 1923 y 1934). A comienzos de los años 1930, el Holodomor, llevó a mucha gente del campo a las ciudades, en particular hacia Járkov, para poder subsistir.  El buró de aviación Kalinin operó en Járkov en los 1930 y creó, entre otros, el K-7, que habría sido el mayor avión del mundo.  El avión Túpolev Tu-134 fue fabricado en Járkov.

#### Segunda Guerra Mundial
En los meses de abril y mayo de 1940, antes de la invasión alemana de 1941, unos 3800 prisioneros polacos del campo de concentración de Starobilsk fueron asesinados por orden de Stalin en el edificio del NKVD de Járkov y, más tarde, enterrados en el bosque de Pyatijatky.
Durante la Segunda Guerra Mundial, alemanes y rusos se disputaron la ciudad en cuatro batallas.
La ciudad fue tomada por tropas de la Alemania nazi en octubre de 1941 (primera batalla de Járkov). La batalla duró cuatro días. El Ejército Rojo sólo resistió mientras se desmantelaba la maquinaria de las industrias de armamento (carros de combate principalmente), para ser evacuada hacia el este, a territorio soviético. Allí continuó la producción durante toda la guerra. Este tipo de industria volvería a instalarse en la ciudad acabada la guerra, llegando hasta nuestros días (con gran prestigio mundial por la gran calidad de sus blindados).
Entre diciembre de 1941 y enero de 1942, unas 30 000 personas (la mayoría de ellas judías) fueron asesinadas por los nazis y enterradas en una de las mayores fosas comunes de las que hay registro, conocida como Drobitski Yar.
En mayo de 1942, el Ejército Rojo intentó reconquistar la ciudad, en la conocida como segunda batalla de Járkov, pero la operación acabó en un gran fracaso. La ciudad fue liberada por los soviéticos en febrero de 1943, pero unas semanas después los alemanes conquistaron la ciudad por segunda vez, en la llamada tercera batalla de Járkov. El Ejército Rojo la liberó definitivamente el 23 de agosto de 1943, tras una ofensiva conocida como Operación Polkovodets Rumiántsev, en la cuarta batalla de Járkov.
Járkov había sufrido enormemente en manos alemanas. Su población de 900.000 habitantes de antes de la guerra, se había visto reducida en dos terciosː cientos de miles habían huido; aproximadamente 120.000 habitántes, en su mayoría jóvenes, habían sido deportados a campos de trabajo alemanes; unos 70.000 u 80.000 habían muerto de hambre o frío; y unos 30.000 incluidos 16.000 judíos, habían sido asesinados por las tropas de ocupación alemanas.

### Desde la caída de la Unión Soviética hasta la actualidad
En 2022, durante la invasión rusa de Ucrania, Járkov sufrió duros enfrentamientos entre el ejército ruso y el ucraniano, que tras 3 meses de combates acabaron con la retirada de las fuerzas rusas de la ciudad.

## Gobierno y política

### Administración
Los asuntos administrativos y comerciales están regulados por el ayuntamiento de Járkov y su alcalde, existiendo una separación de poderes. El alcalde tiene el poder ejecutivo mientras que el ayuntamiento tiene las competencias administrativas. El ayuntamiento está compuesto por representantes electos, que aprueban o rechazan las iniciativas sobre la asignación presupuestaria, prioridades de tareas y otros temas en la ciudad.
Tanto el alcalde de Járkov como los representantes de la administración del ayuntamiento son elegidos por elección pública cada cuatro años. El titular actual es temporalmente Ígor Térejov debido al fallecimiento del alcalde Henadi Kernes el 17 de diciembre de 2020.

### Organización territorial
Járkov esta organizada en 9 raiones o barrios:
| Mapa | N.º                  | Raión                 | Nombre en ucraniano   | Habitantes | Superficie en km² | Habitantes por km² |
| ---- | -------------------- | --------------------- | --------------------- | ---------- | ----------------- | ------------------ |
|      | 1                    | Raión de Jolodnohirsk | Холодногірський район | 89 000     | 30,4              | 2 927              |
| 2    | Raión de Schevchenko | Шевченківський район  | 220 600               | 62         | 3 558             |                    |
| 3    | Raión de Kiev        | Київський район       | 182 900               | 46,2       | 3 958             |                    |
| 4    | Raión de Saltiv      | Салтівський район     | 302 600               | 22,7       | 13 330            |                    |
| 5    | Raión de Nemyshlya   | Немишлянський район   | 144 200               | 22,3       | 6 466             |                    |
| 6    | Raión Industrial     | Індустріальний район  | 157 900               | 33,4       | 4 727             |                    |
| 7    | Raión de Slobodá     | Слобідський район     | 146 850               | 24,3       | 6 043             |                    |
| 8    | Raión de Osnoviansk  | Основ'янський район   | 93 000                | 45,54      | 2 042             |                    |
| 9    | Raión de Novobavarsk | Новобаварський район  | 108 100               | 34,7       | 3 115             |                    |

## Demografía
La ciudad es la segunda más habitada de Ucrania después de Kiev. Según el último censo realizado en Ucrania, en 2001 la población era de 1 470 900 habitantes, los cuales el 79% vivía en zonas urbanas y el 21% vive en zonas rurales. Aunque desde 2001 no se ha realizado ningún censo, las estimaciones a 1 de enero de 2021 son de 1 433 886 habitantes, una reducción que refleja la crisis demográfica en Ucrania. El próximo censo nacional está fijado para el año 2024.
El último dato de la composición etnográfica de Járkov es del censo de 2001, este reflejaba dos principales grupos étnicos:  los ucranianos con un 63% de la población y los rusos con un 33%. El 4% de la población está conformado por minorías de judíos, bielorrusos, polacos y ciudadanos de otros países. Similarmente, los datos censales indican que un 67% de la población es rusófona (correspondiendo éstos en su mayoría a ucranianos étnicos) y un 32% ucrainófona. 
Hasta 2019 el los idiomas ucranianos y ruso eran cooficiales en la ciudad. La ley de idioma de 2019, implementada como consecuencia de las intervenciones rusas en el Donbás, declaró al ucraniano como único idioma oficial. Sin embargo, tanto la Comisión de Venecia del Consejo de Europa como Human Rights Watch no han reconocido esta legislación por ser incompatible con la legislación internacional y los derecho humanos, dado que suprime la protección a las minorías lingüísticas. Como consecuencia, esto significa que el sector servicios y el sistema educativo se ofrecen desde 2019, únicamente en ucraniano. A pesar de ello, el idioma ruso es el más utilizado por la mayoría de la población en la vida personal con el ucraniano teniendo un lento auge.
La invasión rusa de Ucrania provocó una nueva oleada de ucranización en la ciudad, en la que cada vez más personas optaron por hablar ucraniano. Según una encuesta realizada por el Instituto Republicano Internacional en abril-mayo de 2023, el 16 % de la población de la ciudad hablaba ucraniano en casa, y el 78 % hablaba ruso.

## Geografía

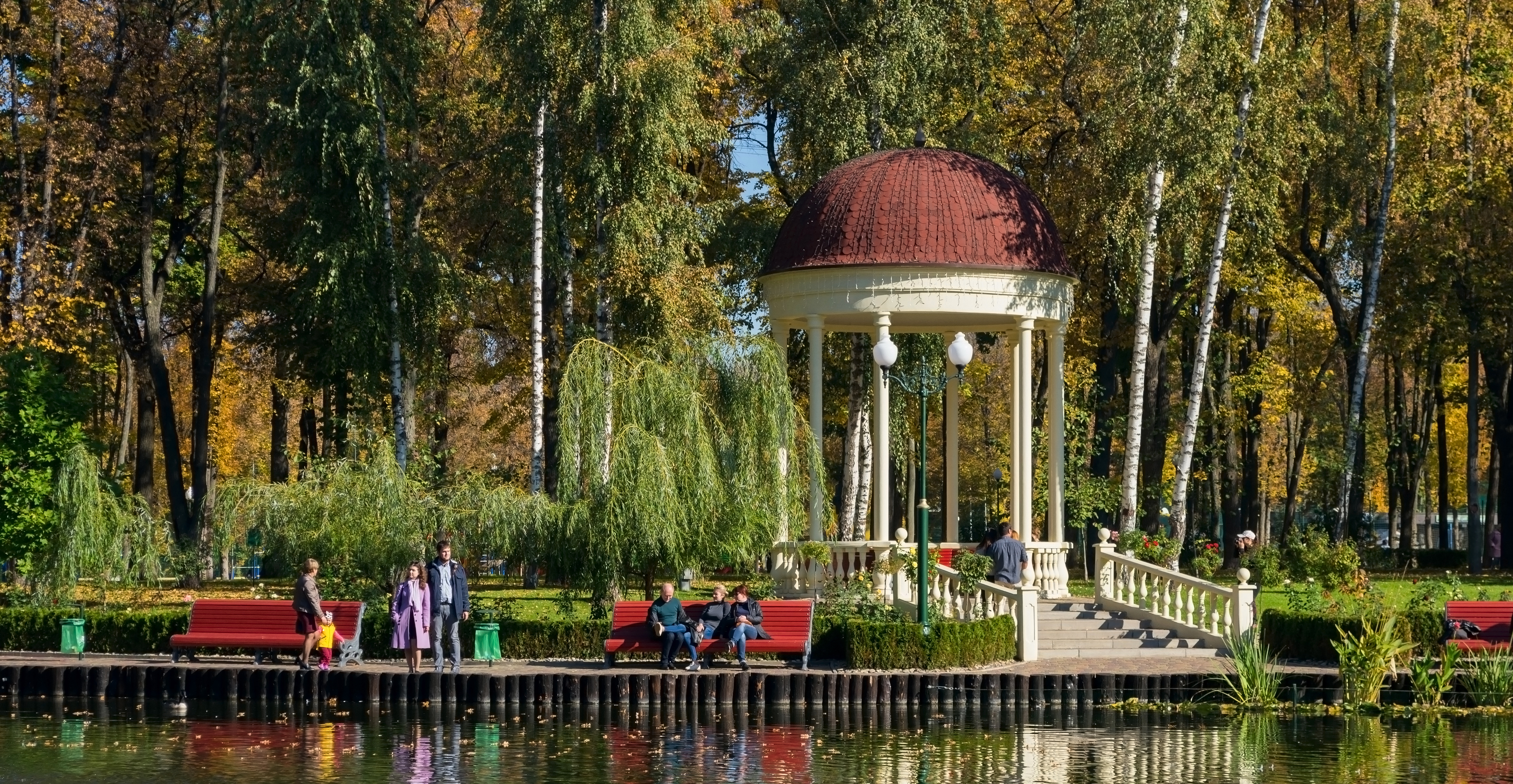
Parque de Gorki

Járkov se encuentra a orillas de los ríos Járkov, Lopan y Udy que desembocan en la cuenca hidrográfica del río Donets en la región noreste de Ucrania. Históricamente, Járkov se encuentra en la región de Ucrania Libre, también conocida «Slobozhanshchyna». El diámetro aproximado de la ciudad es de norte a sur: 24,3 km; de este a oeste: 25,2 km. El punto más alto sobre el nivel es 202 metros, el punto más bajo es 94 metros.
Járkov tiene una gran cantidad de parques con más de 100 años con robles muy viejos y gran variedad de especies de flores. El parque Gorki es el jardín público más grande de Járkov. 

### Clima
El clima en Járkov es de tipo clima continental templado: los inviernos son fríos y nevados, pero cambiantes, los veranos son calurosos. La temperatura media del año es de 6,9 °C (en enero -6,9 °C, en julio 20,3 °C). La precipitación media anual es de 513 mm, la más alta en junio y julio. En la ciudad misma y en los suburbios, el clima es más suave que en la zona norte circundante y, por lo tanto, adecuado para la jardinería y la horticultura, incluida la viticultura.
| Parámetros climáticos promedio de Járkov | Parámetros climáticos promedio de Járkov | Parámetros climáticos promedio de Járkov | Parámetros climáticos promedio de Járkov | Parámetros climáticos promedio de Járkov | Parámetros climáticos promedio de Járkov | Parámetros climáticos promedio de Járkov | Parámetros climáticos promedio de Járkov | Parámetros climáticos promedio de Járkov | Parámetros climáticos promedio de Járkov | Parámetros climáticos promedio de Járkov | Parámetros climáticos promedio de Járkov | Parámetros climáticos promedio de Járkov | Parámetros climáticos promedio de Járkov |
| Mes                                      | Ene.                                     | Feb.                                     | Mar.                                     | Abr.                                     | May.                                     | Jun.                                     | Jul.                                     | Ago.                                     | Sep.                                     | Oct.                                     | Nov.                                     | Dic.                                     | Anual                                    |
| ---------------------------------------- | ---------------------------------------- | ---------------------------------------- | ---------------------------------------- | ---------------------------------------- | ---------------------------------------- | ---------------------------------------- | ---------------------------------------- | ---------------------------------------- | ---------------------------------------- | ---------------------------------------- | ---------------------------------------- | ---------------------------------------- | ---------------------------------------- |
| Temp. máx. abs. (°C)                     | 9.2                                      | 14.6                                     | 21.8                                     | 30.5                                     | 33.4                                     | 39.8                                     | 38.4                                     | 39.8                                     | 34.5                                     | 29.3                                     | 20.3                                     | 13.0                                     | 39.8                                     |
| Temp. máx. media (°C)                    | -2.2                                     | -1.6                                     | 4.4                                      | 14.1                                     | 21.0                                     | 24.4                                     | 26.4                                     | 25.7                                     | 19.6                                     | 11.9                                     | 3.7                                      | -0.8                                     | 12.2                                     |
| Temp. media (°C)                         | -4.8                                     | -4.5                                     | 0.9                                      | 9.4                                      | 15.7                                     | 19.3                                     | 21.3                                     | 20.3                                     | 14.7                                     | 7.9                                      | 1.0                                      | -3.3                                     | 8.2                                      |
| Temp. mín. media (°C)                    | -7.3                                     | -7.5                                     | -2.6                                     | 4.6                                      | 10.3                                     | 14.1                                     | 16.1                                     | 14.9                                     | 9.7                                      | 3.9                                      | -1.6                                     | -5.7                                     | 4.1                                      |
| Temp. mín. abs. (°C)                     | -28.3                                    | -28.0                                    | -23.2                                    | -7.6                                     | -1.5                                     | 2.7                                      | 9.1                                      | 4.8                                      | -2.6                                     | -7.7                                     | -19.4                                    | -30.8                                    | -30.8                                    |
| Precipitación total (mm)                 | 36.7                                     | 31.0                                     | 29.6                                     | 34.6                                     | 51.7                                     | 64.3                                     | 64.1                                     | 45.9                                     | 41.7                                     | 43.5                                     | 42.0                                     | 35.6                                     | 520.7                                    |
| Fuente: Клімат та погода Харків          |                                          |                                          |                                          |                                          |                                          |                                          |                                          |                                          |                                          |                                          |                                          |                                          |                                          |

## Infraestructura

### Economía
Járkov tiene una economía de servicios diversificada, con empleo distribuido en una amplia gama de servicios profesionales, incluidos los servicios financieros, la fabricación, el turismo y la alta tecnología.
En 2015, el foro económico internacional: ¡Innovaciones, Inversiones, Iniciativas de Járkov! contó con la presencia de representantes diplomáticos de 17 países, trabajando en Ucrania junto con empresas internacionales y fondos de inversión. Los temas clave de las sesiones son el desarrollo de planes para reformar el gobierno local y la organización territorial del poder en Ucrania, la promoción de exportaciones y la atracción de inversiones en Ucrania, nuevas oportunidades para el sector público-privado, medidas prácticas para crear un «gobierno electrónico», cuestiones de conservación de energía y desarrollo de la industria del petróleo y el gas en la región de Járkov, desarrollo de la integración internacional y preparación para la privatización de empresas estatales.
Durante la era soviética, Járkov fue la capital de la producción industrial en Ucrania y el tercer centro de industria y comercio más grande de la URSS. Después del colapso de la Unión Soviética, la producción industrial de la ciudad, principalmente orientada a los sistemas de defensa, disminuyó significativamente. A principios de la década de 2000, la industria comenzó a recuperarse y adaptarse a las necesidades de la economía de mercado, actualmente hay más de 380 empresas industriales concentradas en la ciudad, que tienen un número total de 150 000 empleados. Las empresas forman conglomerados de construcción de maquinaria, electrotecnología, fabricación de instrumentos y energía. Los gigantes industriales de propiedad estatal, como Turboátom y Elektrotyazhmash, ocupan el 17% del mercado de la construcción de equipos de potencia pesada (por ejemplo, turbinas) en todo el mundo. Los aviones polivalentes son producidos por la planta de fabricación de aviones de Antónov. La fábrica de Mályshev produce no solo vehículos de combate blindados, sino también cosechadoras. Jartrón es el principal diseñador de sistemas de control comercial y espacial en Ucrania y la antigua CEI.

En abril de 2018, había 25 000 especialistas en la industria de informática, el 76% de ellos estaban relacionados con la programación. Por lo tanto, Járkov representa el 14 por ciento de todos los especialistas en la tecnología de la información en Ucrania y es la segunda ubicación de tecnología de la información más grande del país, justo después de la capital, Kiev.

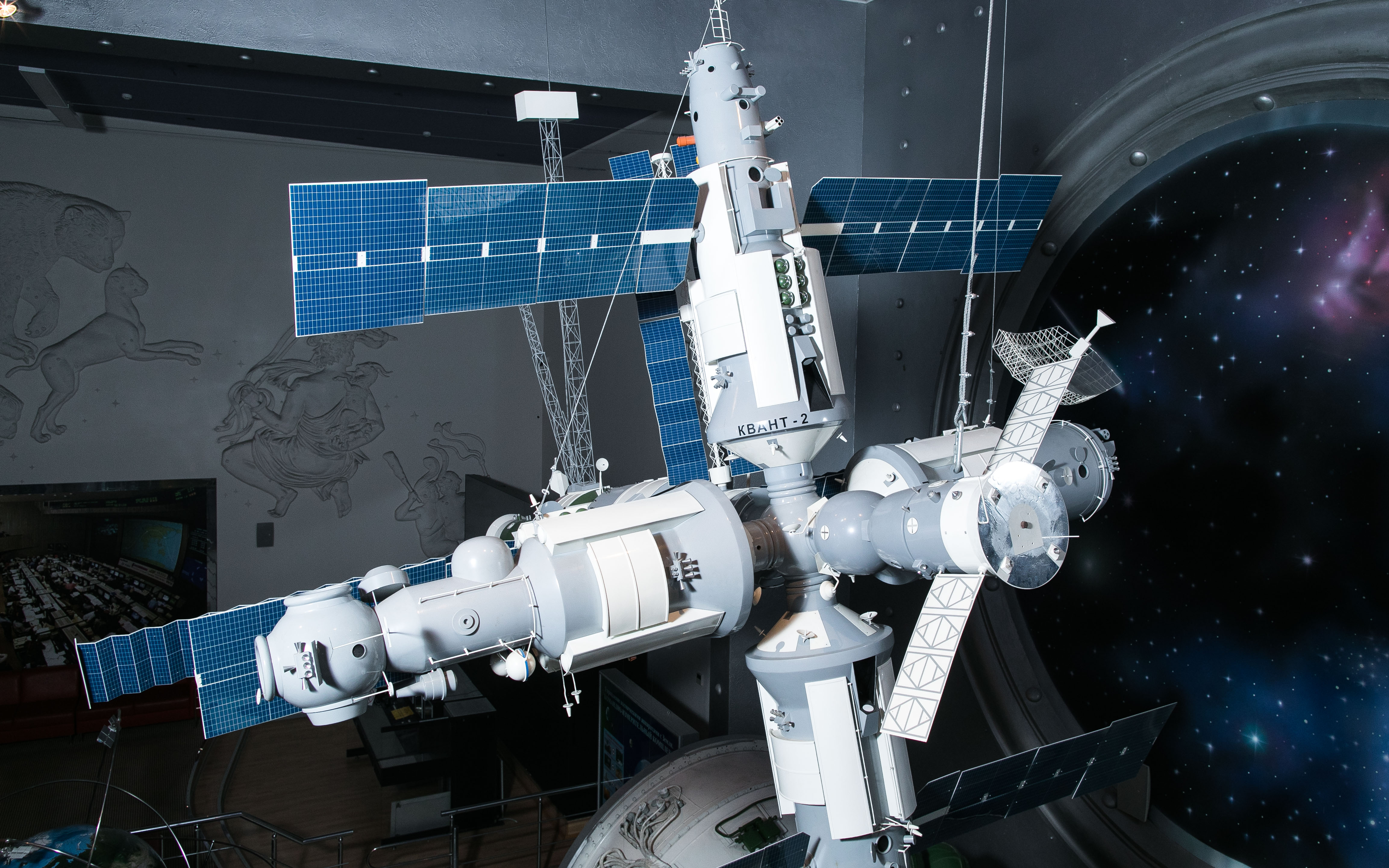
Kvant-2 diseñado por Jartrón
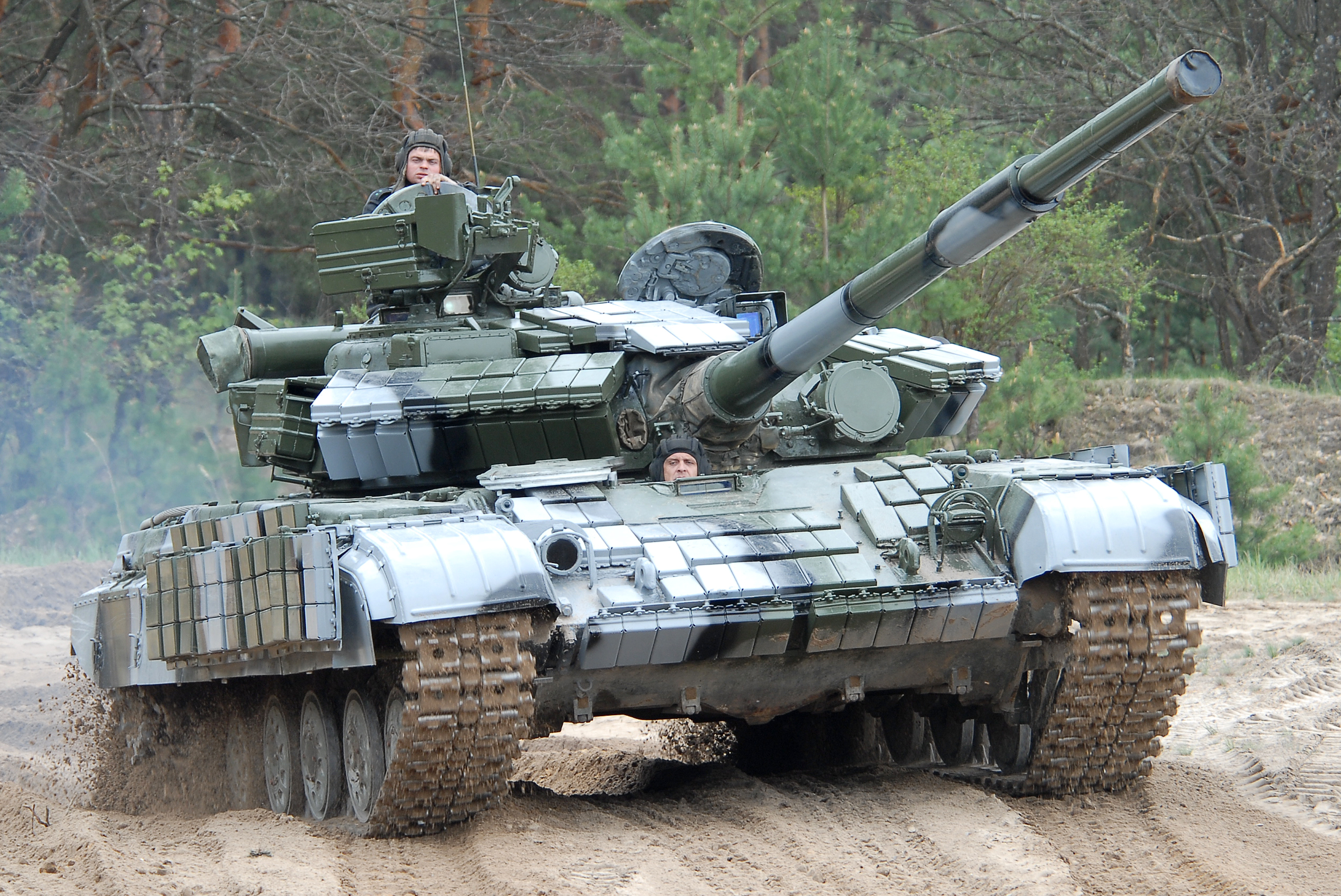
Tanque T-64BV construido por la oficina de diseño Morózov

### Transporte
Járkov es uno de los centros de transporte más grandes de Ucrania, está conectada con numerosas ciudades del mundo por vía aérea, ferroviaria y por carretera. La ciudad tiene muchos métodos de transporte, que incluyen: transporte público, taxis, ferrocarriles y tráfico aéreo. La ciudad tiene alrededor de 250 000 coches.
| Mapa   | Línea   | Línea      | Nombre                 | Nombre en ucraniano      | Estaciones | Longitud |
|        | Line 1  | Línea 1    | Jolodnohirsko-Zavodska | Холодногірсько-Заводська | 13         | 17 km    |
| Line 2 | Línea 2 | Saltivska  | Салтівська             | 8                        | 10 km      |          |
| Line 3 | Línea 3 | Oleksivska | Олексіївська           | 9                        | 11,1 km    |          |

El metro de Járkov está en funcionamiento desde su inauguración en 1975, incluye tres líneas diferentes con 30 estaciones en total. Los autobuses de Járkov transportan alrededor de 12 millones de pasajeros al año. Trolebuses, tranvías y minibuses también son importantes medios de transporte en la ciudad.
La primera conexión ferroviaria de Járkov se estableció en 1869 entre Kursk, Járkov y Azov. La estación de tren de pasajeros de Járkov fue reconstruida y ampliada en 1901, aunque fue destruida en la Segunda Guerra Mundial. En 1952 se construyó una nueva estación de tren en la ciudad. Járkov está conectada con las principales ciudades de Ucrania y otras ciudades extranjeras mediante trenes regulares e intercity. Los trenes regionales conocidos como «elektrichkas» conectan Járkov con las ciudades y pueblos cercanos.
En la ciudad opera el aeropuerto internacional de Járkov que conecta vuelos de todo el mundo. La aerolínea local de Járkov, Aeromost-Járkov, cesó sus servicios regulares desde 2007. El aeropuerto de Járkov Norte es un aeródromo destinado a la fabricación aeronáutica y fue una importante instalación de producción para el fabricante ucraniano de aviones Antónov.

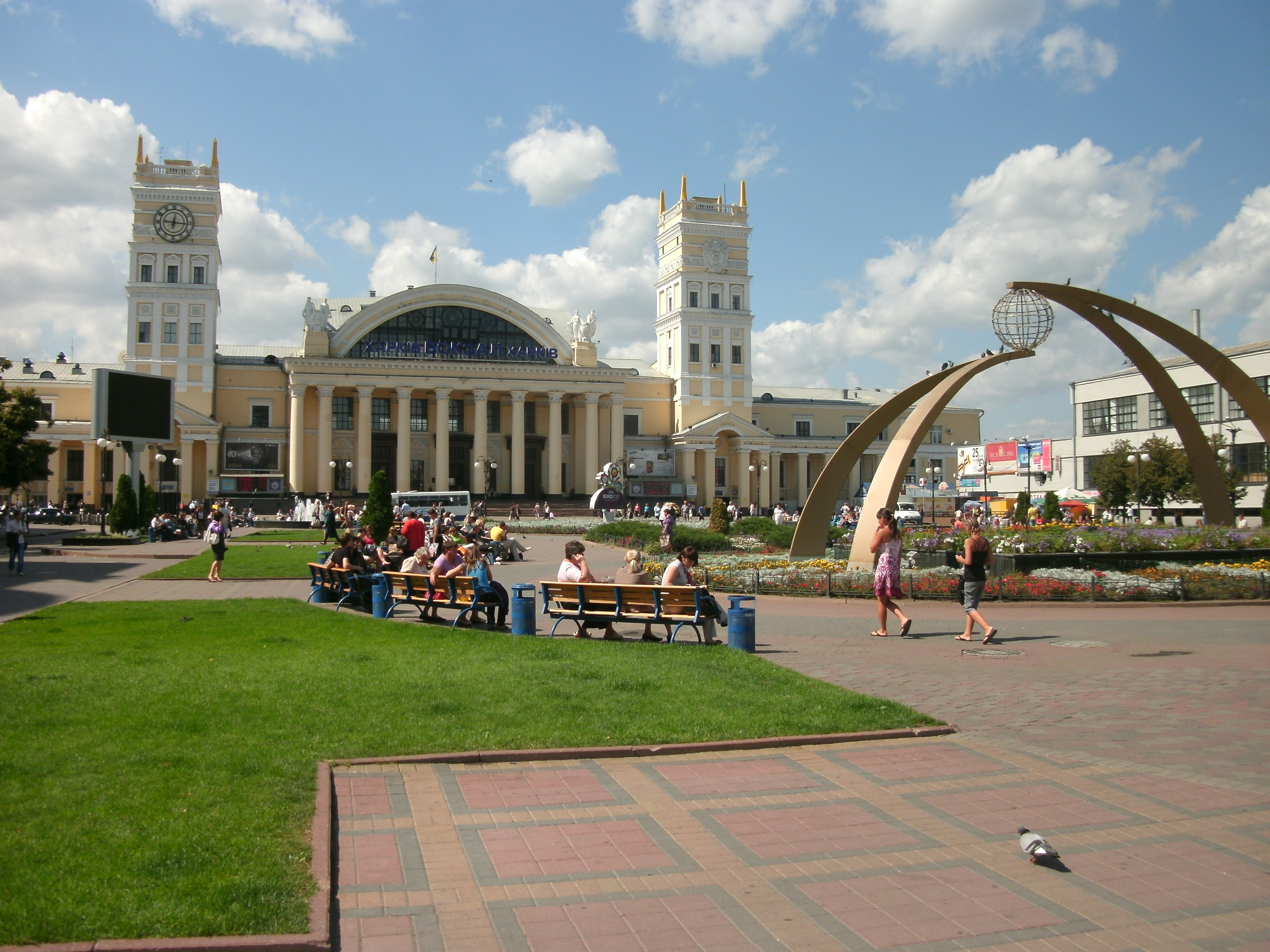
Estación de tren central de Járkov
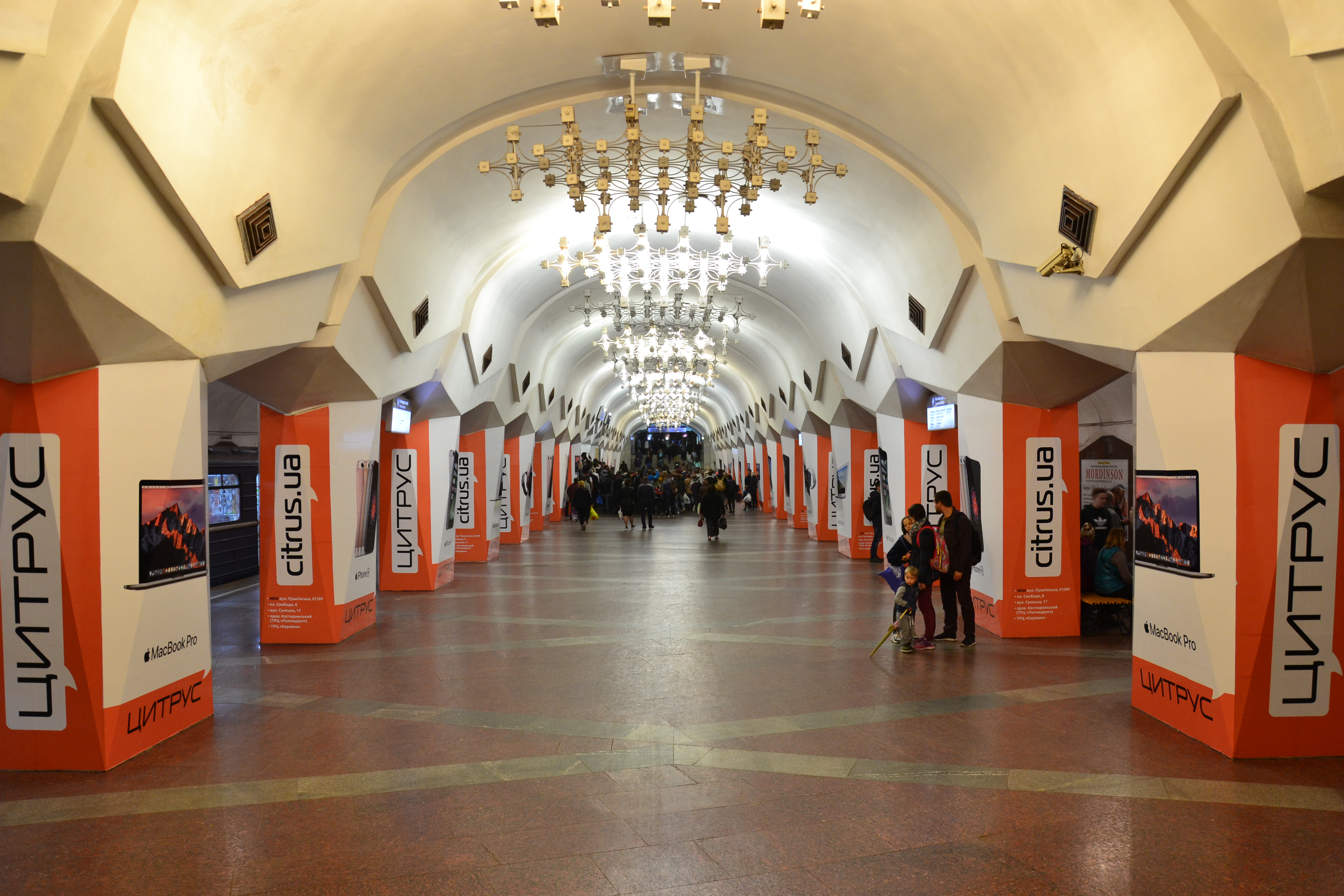
Estación en el metro de Járkov
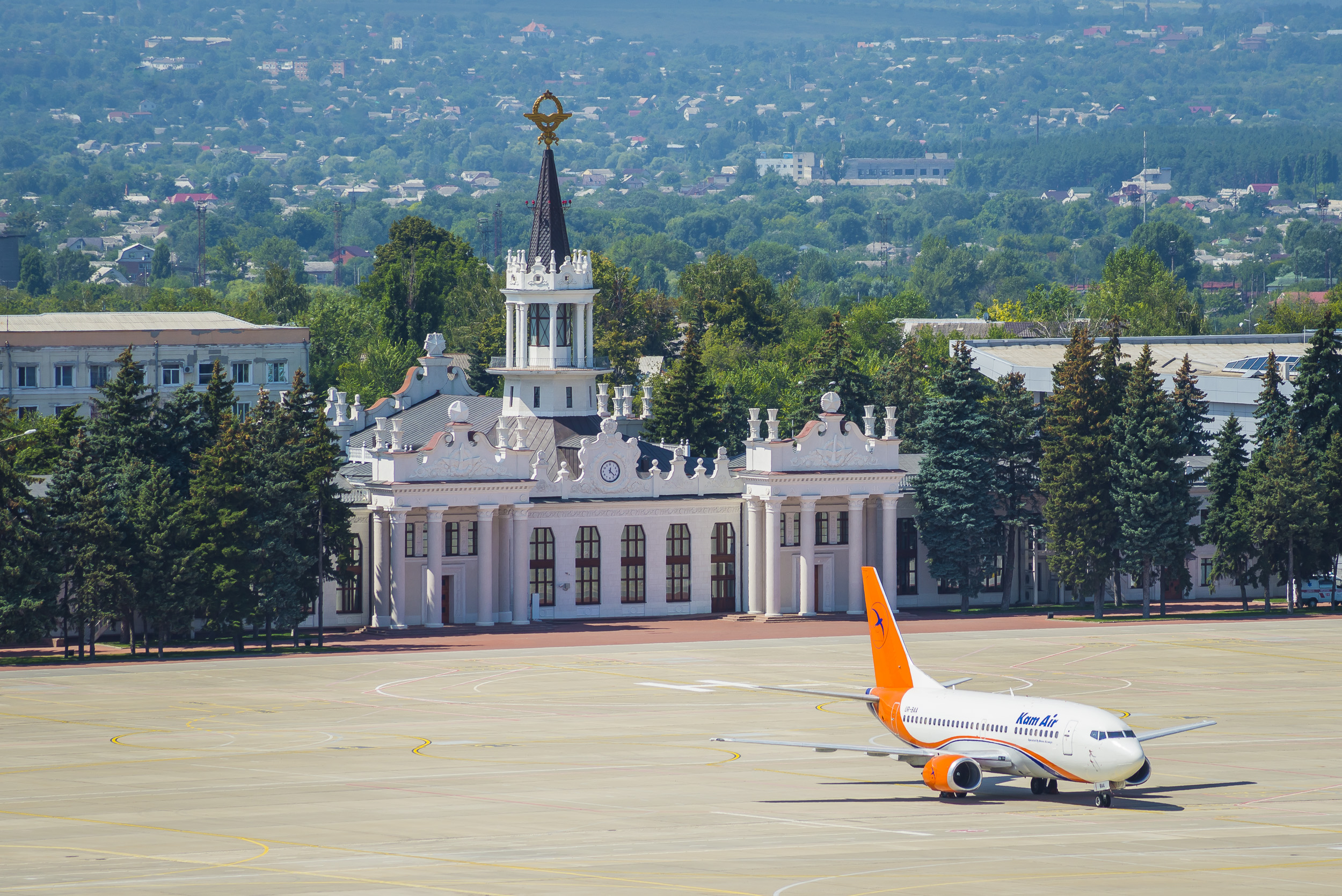
Edificio histórico en el aeropuerto de Járkov

## Cultura

### Arquitectura

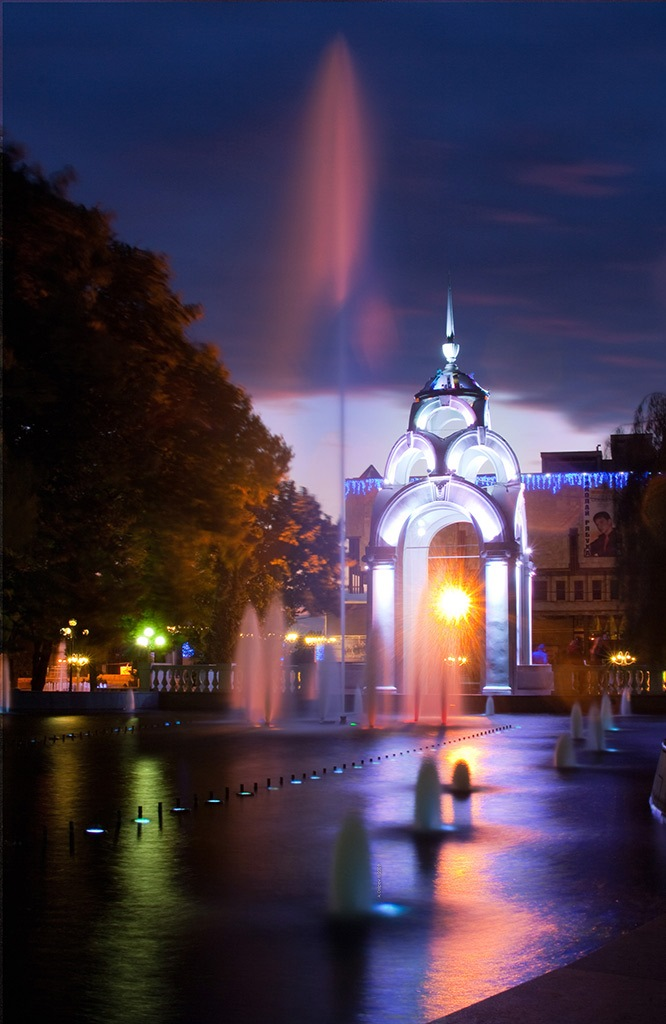
Fuente Dzerkálnyi
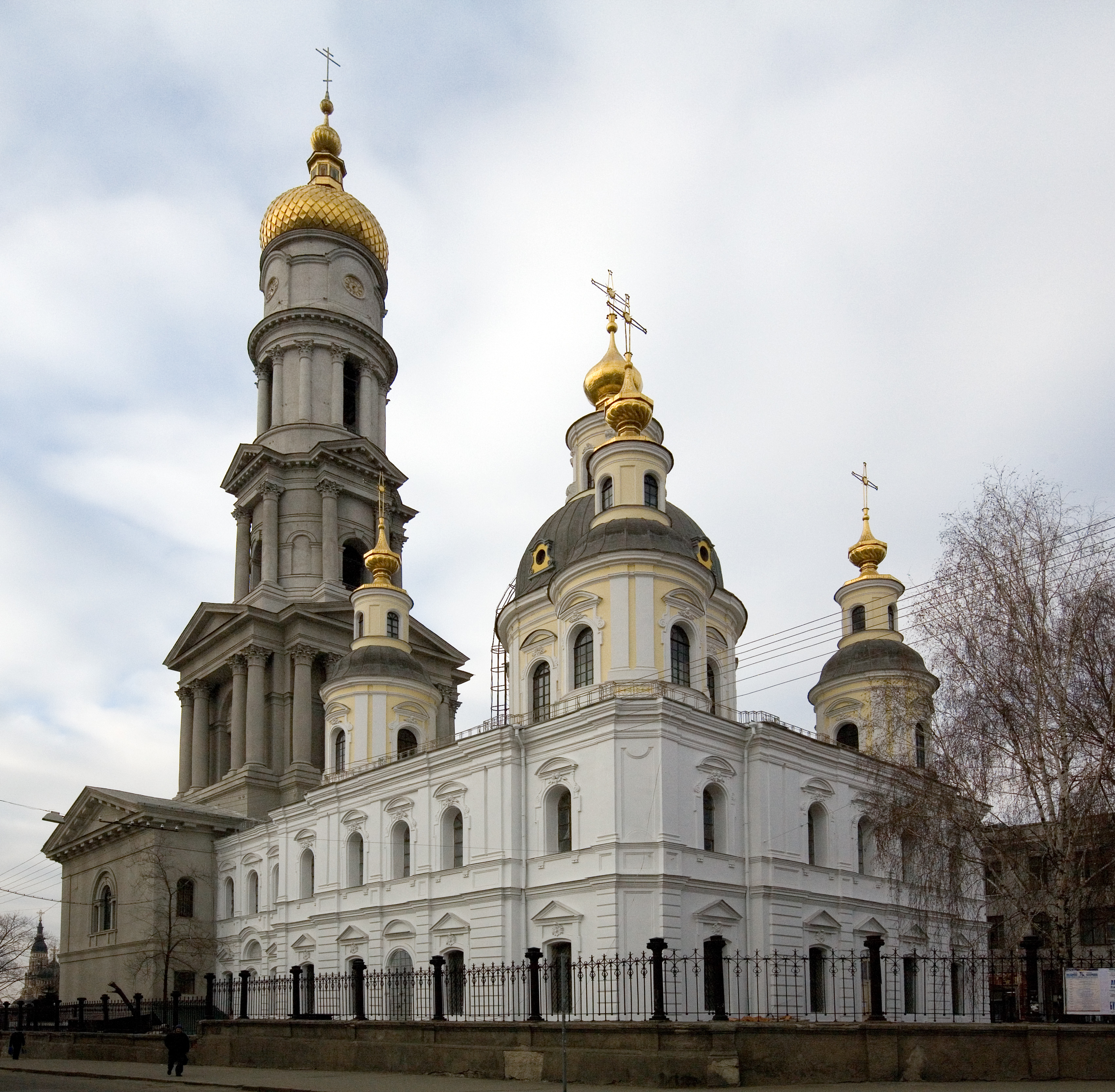
Catedral de Uspenski
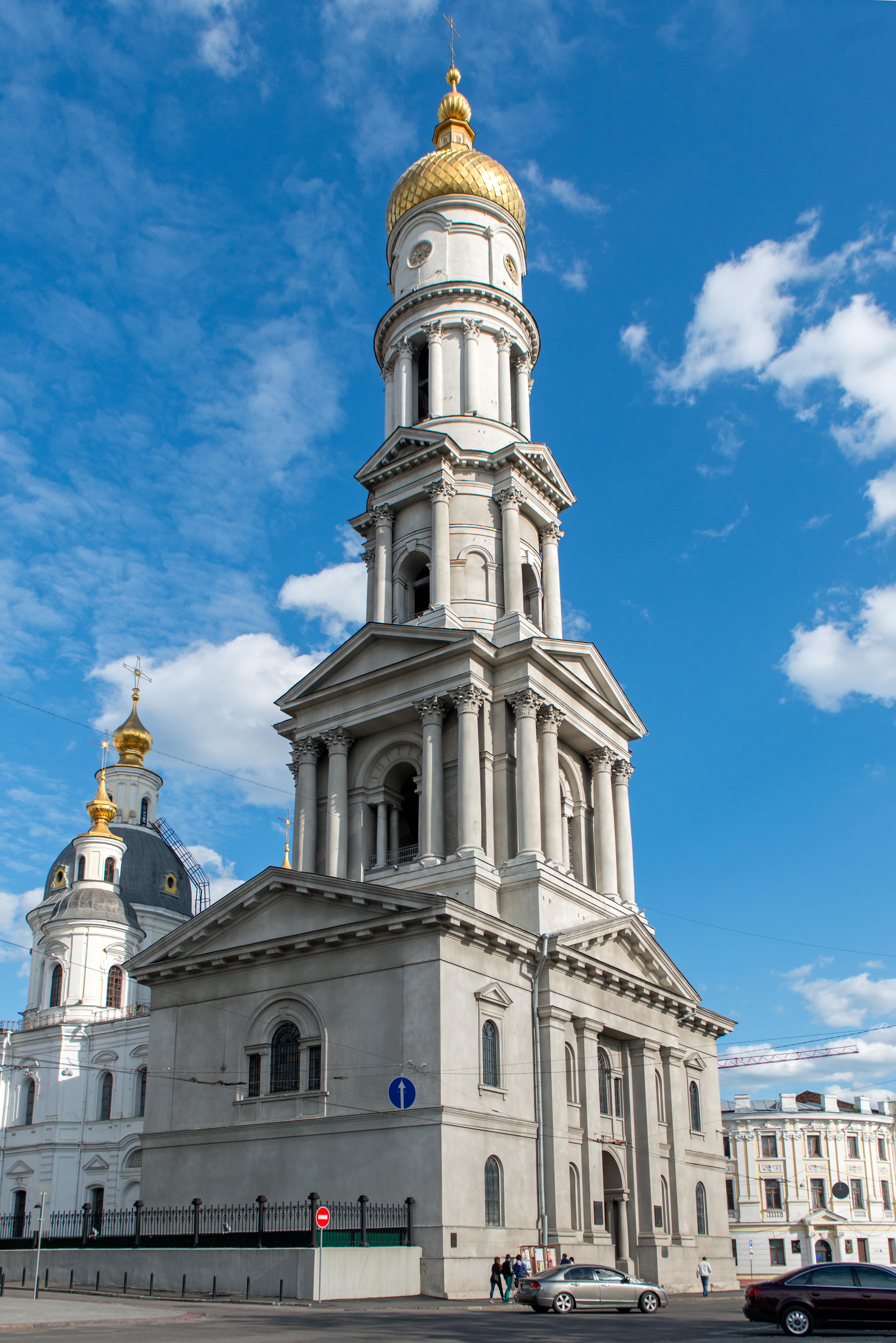
Catedral de la Dormición

### Artes escénicas
Existen varios teatros y salas de actuación en Járkov, los principales o más conocidos son: el teatro nacional de ópera y ballet Lysenko, el teatro más grande de Járkov; el teatro dramático ucraniano Shevchenko, popular entre las personas de habla ucraniana; el teatro dramático, renovado recientemente y popular entre los ciudadanos; el teatro de marionetas, fue el primer teatro de marionetas de Járkov, construido en 1935.
En la ciudad está presente la Sociedad Filarmónica de Járkov, que es el principal grupo activo de orquesta sinfónica. Cuenta con más de 100 músicos profesionales, muchos de los cuales son premiados en concursos internacionales. Járkov patrocina el concurso internacional de Intérpretes de instrumentos folclóricos ucranianos que se lleva a cabo cada tres años. 

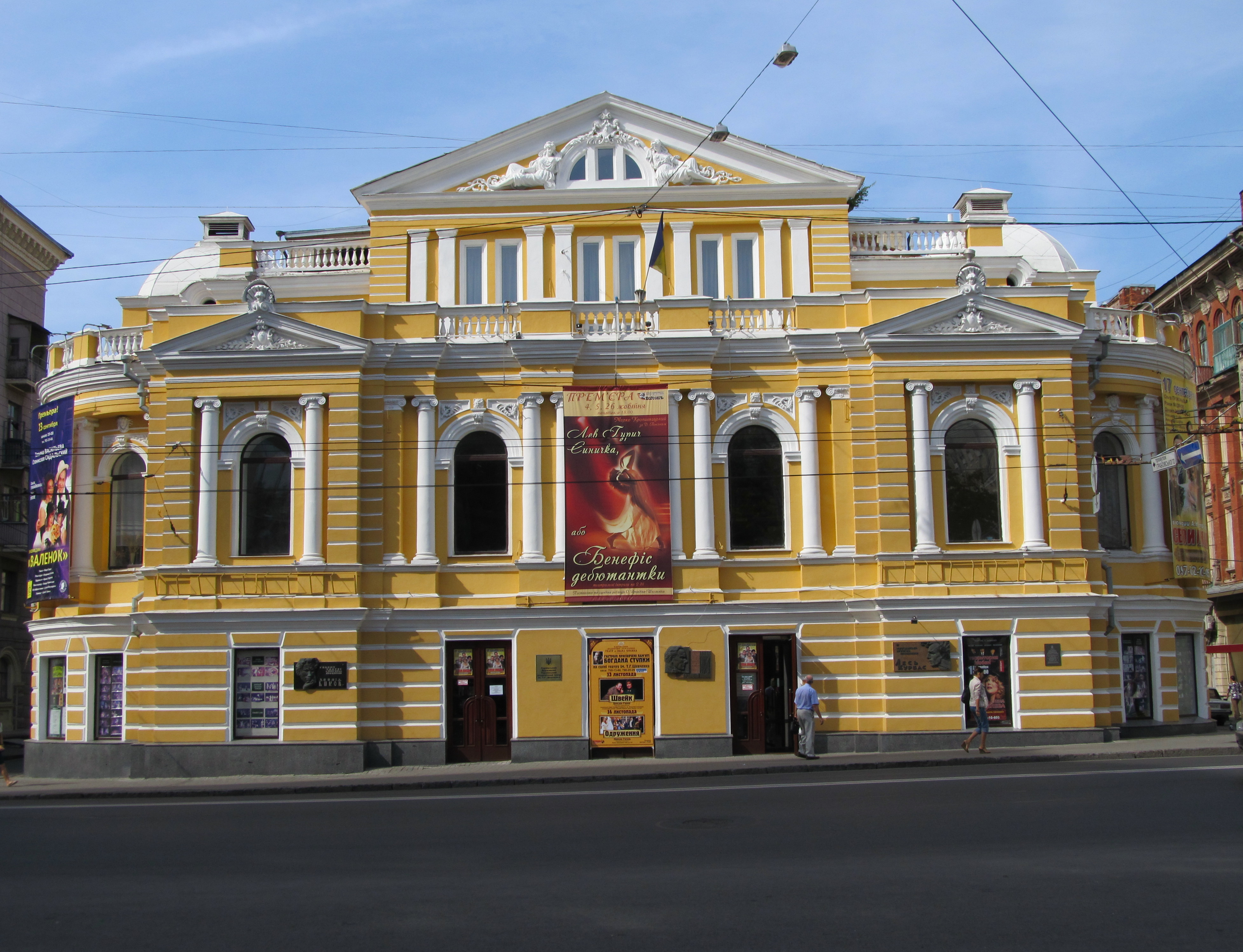
Teatro de arte dramático ucraniano
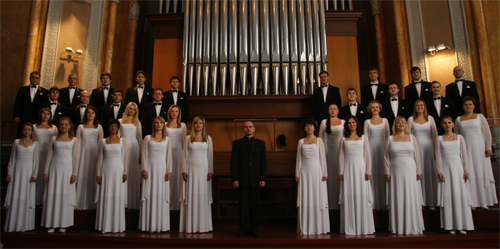
Coro filarmónico de Járkov
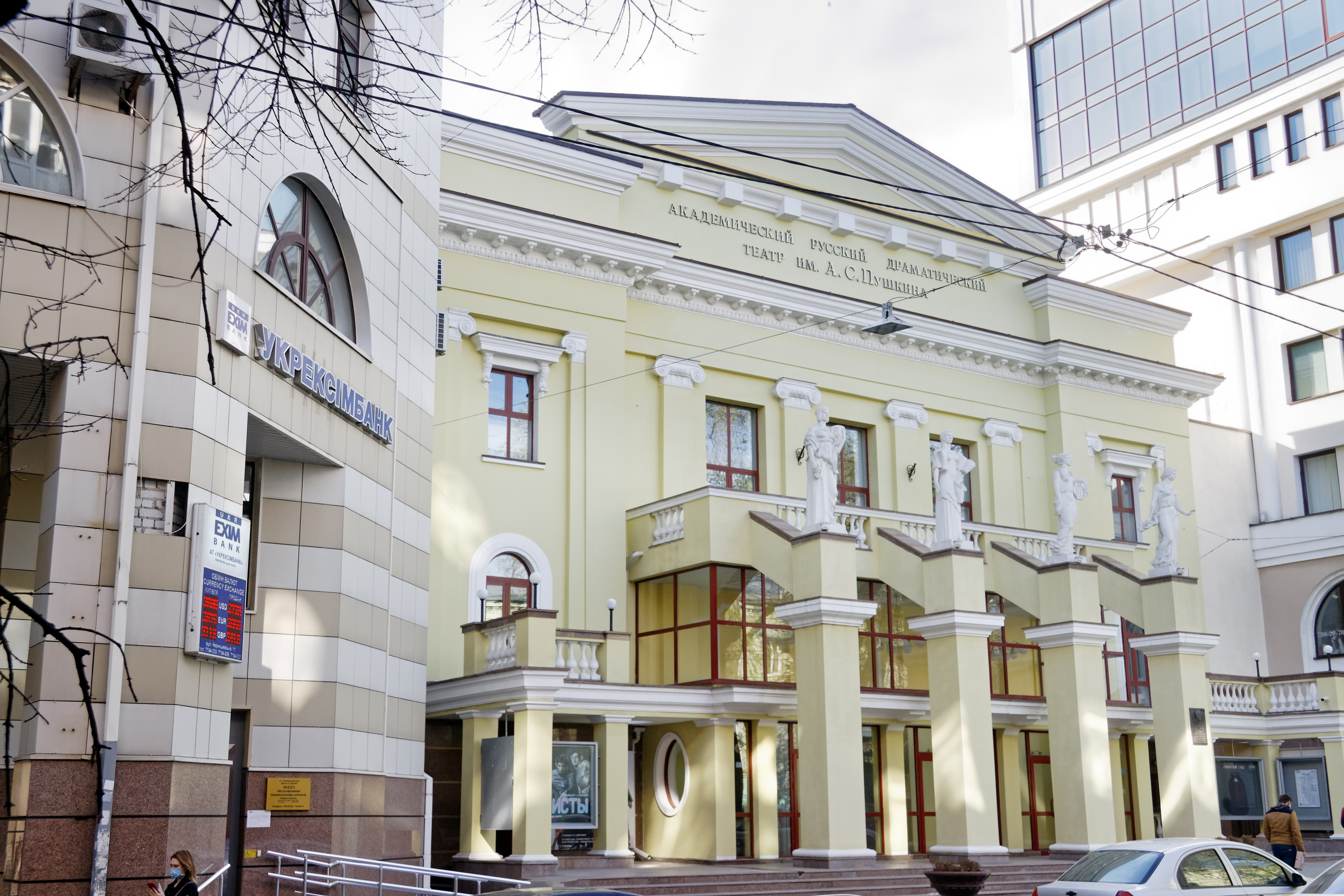
Teatro académico de drama

### Deporte
El maratón internacional de Járkov se considera un evento deportivo internacional de primera clase que atrae a miles de deportistas profesionales, jóvenes, estudiantes, profesores y turistas a Járkov y participar en el evento. El deporte más popular es el fútbol, la ciudad tiene varios clubes de fútbol que juegan en las competiciones nacionales de Ucrania. Históricamente el más exitoso es el FC Dinamo Járkiv, originalmente FC Dinamo Járkov, que ganó ocho títulos nacionales en las décadas de 1920 y 1930. En la ciudad también se asienta el FC Shajtar Donetsk tras la ocupación de la ciudad de Donetsk en 2014. En el estadio Metalist se disputaron 3 partidos de la fase de grupos de la Eurocopa 2012.
En Járkov se encuentran el Metalist y el Metalist 1925, estos 2 equipos son diferentes uno al otro y por lo tanto juegan en el mismo estadio y compiten en la misma liga, también compiten en la Copa de Ucrania.

Otros deportes son también bastante populares entre la población como el hockey sobre hielo, el voleibol, rugby, tenis o el golf. El ciclismo está en auge recientemente entre la población y debido a ello se están pavimentando varios carriles bici en la ciudad.

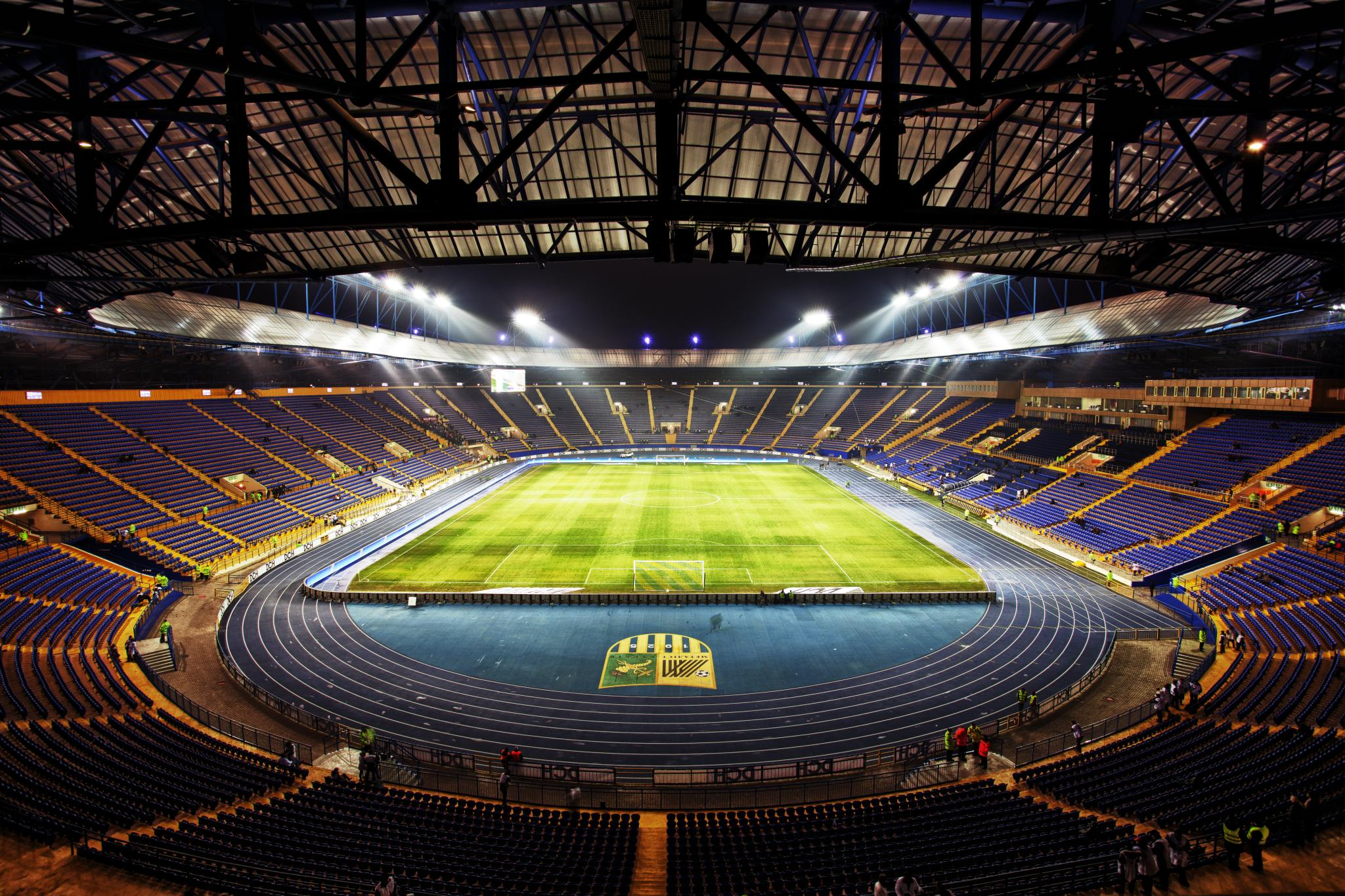
Estadio Metalist
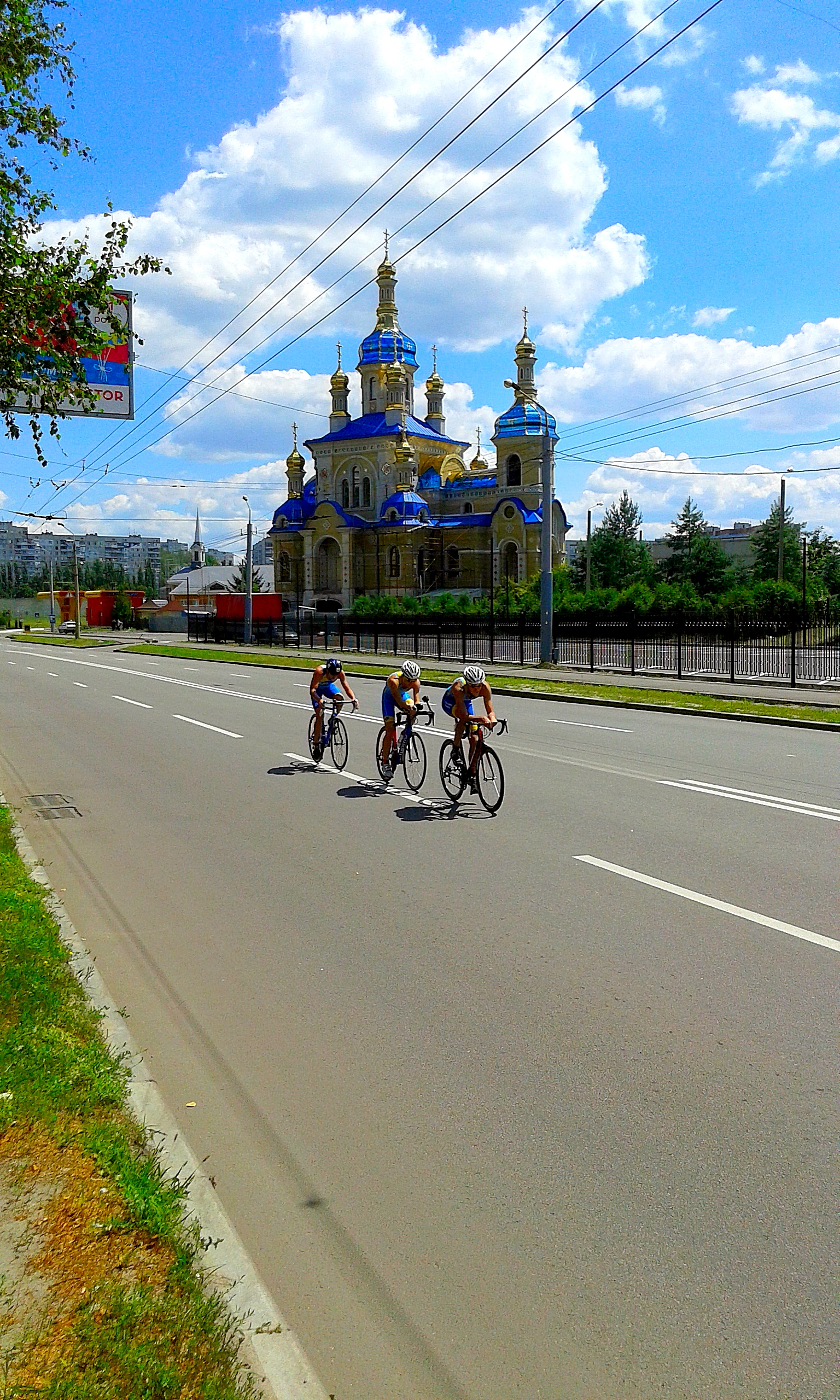
Ciclistas en Járkov
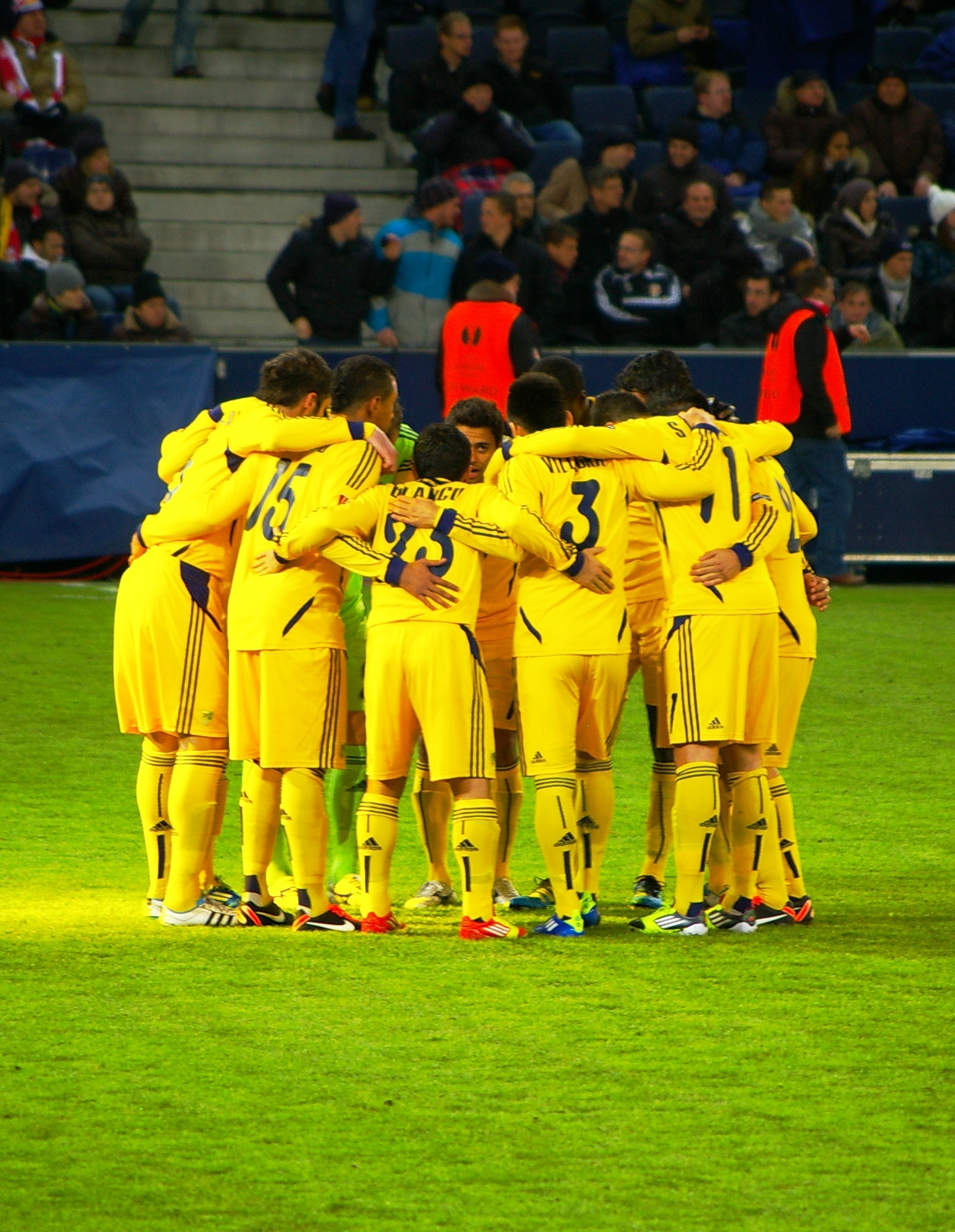
FC Metalist
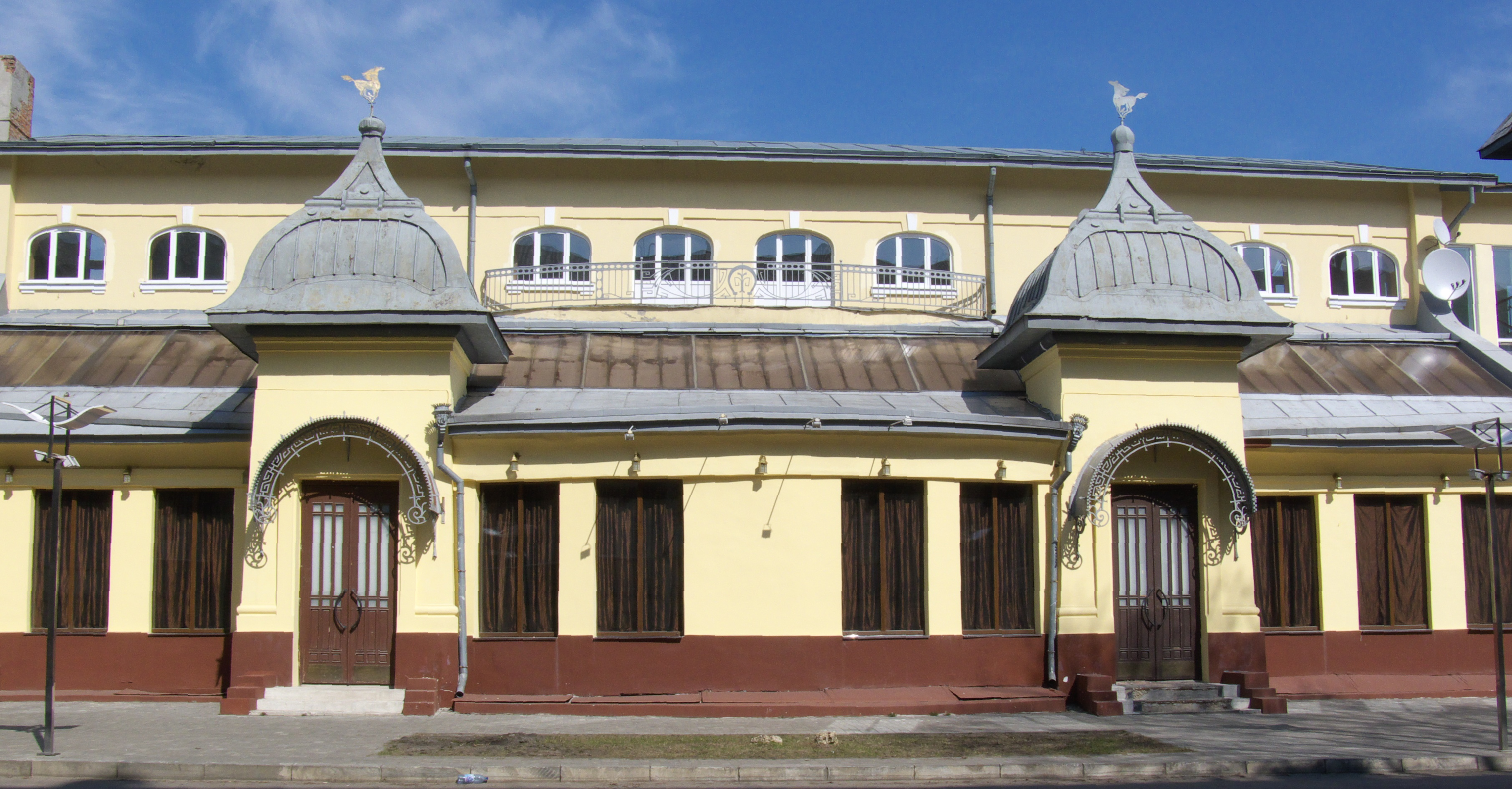
Hipódromo de Járkov

### Ciudades hermanadas
Járkov tiene un acuerdo de hermanamiento con otras 15 ciudades:
| País           | Ciudad     | Fecha                   |                 | País     | Ciudad                   | Fecha              |               | País                 | Ciudad  | Fecha                |
| -------------- | ---------- | ----------------------- | --------------- | -------- | ------------------------ | ------------------ | ------------- | -------------------- | ------- | -------------------- |
| Italia         | Bolonia    | 5 de agosto de 1966     |                 | Francia  | Lille                    | 6 de junio de 1998 |               | Georgia              | Kutaisi | 23 de agosto de 2005 |
| Estados Unidos | Cincinnati | 9 de septiembre de 1989 | Polonia         | Posnania | 24 de septiembre de 1998 | Letonia            | Daugavpils    | 6 de febrero de 2006 |         |                      |
| Alemania       | Núremberg  | 29 de abril de 1990     | Lituania        | Kaunas   | 23 de abril de 2001      | Israel             | Rishon LeZion | 23 de marzo de 2008  |         |                      |
| China          | Jinan      | 14 de junio de 1993     | China           | Tianjin  | 23 de septiembre de 2004 | Polonia            | Varsovia      | 2 de febrero de 2011 |         |                      |
| Bulgaria       | Varna      | 25 de agosto de 1995    | República Checa | Brno     | 12 de abril de 2005      | Eslovaquia         | Trnava        | 19 de abril de 2013  |         |                      |